# Batalla de Platea
La batalla de Platea (en griego moderno Μάχη των Πλαταιών/Machē tōn Plataiōn, en persa جنگ پلاته) fue la última batalla terrestre de la segunda guerra médica. Se libró en el 479 a. C. cerca de la ciudad griega de Platea, en Beocia, y en ella se enfrentaron una alianza (simaquía) de ciudades-estado de la antigua Grecia, la liga Helénica, compuesta por Esparta, Atenas, Corinto y Mégara, contra el Imperio persa de Jerjes I.
El año anterior, la fuerza de invasión persa, liderada por su rey en persona, había logrado victorias en las batallas de las Termópilas y Artemisio, y conquistado Tesalia, Beocia y el Ática. Sin embargo, en la posterior batalla de Salamina, la armada aliada griega obtuvo una inesperada victoria e impidió la conquista del Peloponeso. Jerjes se tuvo que retirar con gran parte de su ejército y dejó a su general Mardonio para que acabara con los griegos al año siguiente.
En el verano del 479 a. C. los helenos reunieron un gran ejército y salieron del Peloponeso mientras que los persas, llamados medos por los griegos, se retiraron a Beocia y construyeron un campamento fortificado cerca de Platea. Sin embargo, los helenos rehusaron combatir en los siguientes once días en el terreno favorable para la caballería que rodeaba el asentamiento persa e iniciaron una retirada parcial obligados por la interrupción de sus líneas de suministro, lo que fragmentó su línea de batalla. Los medos interpretaron esto como una retirada total y Mardonio ordenó a sus fuerzas perseguirlos, pero los helenos se detuvieron, plantaron batalla, mataron a Mardonio y derrotaron a la infantería persa.
Una gran parte del ejército aqueménida fue atrapado en su campamento y masacrado. La destrucción de este ejército y la derrota en la batalla de Mícala, que presumiblemente se libró el mismo día, terminó definitivamente con la invasión persa de Grecia. Después de Platea y Mícala los aliados griegos pudieron tomar la iniciativa contra los medos y dar inicio a una nueva fase de las guerras médicas. Aunque Platea fue en todos los sentidos una victoria decisiva para los griegos, no parece que se le haya dado el mismo reconocimiento, incluso en su tiempo, que a la victoria ateniense en Maratón, o incluso la derrota aliada en las Termópilas.

## Contexto histórico
Las ciudades griegas de Atenas y Eretria habían apoyado sin éxito una revuelta en Jonia contra el Imperio persa de Darío I entre el 499 y el 494 a. C. El Imperio persa era todavía relativamente joven y sufría frecuentes levantamientos de los pueblos que había sometido. Por otra parte, Darío era un usurpador y había pasado mucho tiempo sofocando revueltas contra su gobierno. La revuelta jónica amenazó la integridad de su imperio, por lo que Darío prometió castigar a los involucrados, especialmente los poderes extranjeros que la apoyaron, aprovechando la ocasión para expandir sus dominios por el fragmentado mundo de la antigua Grecia. Se envió una primera expedición bajo el mando de Mardonio en el 492 a. C. para asegurar territorios cercanos a Grecia que acabó con la reconquista de Tracia y forzó a Macedonia a convertirse en un reino subyugado de Persia. En el 490 a. C. partió una fuerza anfibia meda comandada por Datis y Artafernes que consiguió saquear Naxos y Eretria antes de moverse a atacar Atenas. Sin embargo, en la batalla de Maratón los atenienses lograron una sonada victoria que obligó a la retirada del ejército aqueménida hacia Asia.

El mundo griego durante las guerras médicas. [//upload.wikimedia.org/wikipedia/commons/d/d8/Map_Greco-Persian_Wars-es.svg Pincha aquí] para ver el mapa en mayor tamaño.

Darío comenzó a crear un gran ejército con el que pretendía someter a toda Grecia, pero murió antes de que la invasión diera comienzo. El trono de Persia pasó a su hijo Jerjes I, que enseguida retomó los preparativos para la invasión del mundo heleno, preparativos que incluyeron la construcción de dos puentes de pontones para cruzar el Helesponto. En el 481 a. C. Jerjes envió embajadores por toda Grecia exigiendo «la tierra y el agua» como gesto de sumisión, pero dejando de lado deliberadamente a Atenas y a Esparta, pues ambas polis estaban en guerra abierta contra Persia. Estas dos ciudades comenzaron a recibir apoyos y, en un congreso de ciudades-estado reunido en Corinto a fines del otoño del 481 a. C., se creó una alianza confederada (de ahora en adelante referida como «los aliados»). Este acuerdo era excepcional en el desunido mundo griego, y más teniendo en cuenta que muchas de las ciudades que estuvieron presentes estaban técnicamente en guerra entre ellas.
Inicialmente los aliados adoptaron la estrategia de bloquear los accesos terrestres y marítimos al sur de Grecia, al Peloponeso. Así, en agosto del 480 a. C., tras tener noticia del avance de Jerjes, un pequeño ejército aliado liderado por el Leónidas I, rey de Esparta, bloqueó el paso de las Termópilas mientras una armada esencialmente ateniense navegaba a los estrechos de Artemisio. En una batalla legendaria, una reducida fuerza griega detuvo en las Termópilas el avance del numerosísimo ejército persa durante tres días, hasta que fueron traicionados y los medos los rodearon por un paso de montaña. Aunque la mayor parte del ejército griego se retiró, la retaguardia formada por soldados espartanos y tespios fue rodeada y aniquilada. En la simultánea batalla naval de Artemisio se llegó a un punto muerto, pero cuando los helenos tuvieron noticia de la derrota en las Termópilas, se retiraron porque ya no tenía sentido defender Artemisio.

Movimientos de los ejércitos persa y griego en los años 480 y 479 a. C.

Tras la batalla en las Termópilas el ejército persa saqueó e incendió las ciudades de Beocia que no se habían rendido, Platea y Tespias, antes de tomar posesión de la entonces evacuada ciudad de Atenas. Mientras, el ejército aliado preparó la defensa del istmo de Corinto. Jerjes deseaba aplastar definitivamente a los aliados para tomar posesión de toda Grecia en esa campaña; por el contrario los helenos buscaban una victoria decisiva sobre la armada persa que garantizara la seguridad del Peloponeso. La batalla naval de Salamina resultó una victoria decisiva de los aliados y marcó un punto de inflexión en el conflicto.
Después de la derrota de su armada en Salamina, Jerjes se retiró a Asia con el grueso de su ejército. Según Heródoto, lo hizo porque temía que los griegos navegaran al Helesponto y destruyeran los pontones, atrapando así a su ejército en Europa. Dejó a su general Mardonio al mando de las mejores tropas para completar la conquista de Grecia al año siguiente. Mardonio evacuó el Ática y pasó el invierno en Tesalia, con lo que los atenienses pudieron reocupar su ciudad destruida. Durante el invierno surgieron algunas tensiones entre los aliados, en particular con los atenienses, que no estaban protegidos por el istmo, pero cuya flota era clave para la seguridad del Peloponeso y habían hecho duras contribuciones, razones por las que querían que un ejército aliado marchara al norte al año siguiente. Los aliados lo rechazaron y la armada ateniense se negó a unirse a los aliados en primavera. La armada aliada, ahora bajo mando del rey de Esparta Leotíquidas II, fondeó frente a la isla de Delos, mientras que los restos de la flota persa hizo lo mismo frente a la isla de Samos. Ambos bandos querían evitar la confrontación. Del mismo modo, Mardonio permaneció en Tesalia a sabiendas de que un ataque en el istmo no tenía sentido, mientras que los griegos rehusaron marchar con un ejército fuera del Peloponeso.
Mardonio se movió para romper el punto muerto y trató de ganarse el apoyo de los atenienses y su flota a través de la mediación de Alejandro I de Macedonia, ofreciéndoles paz, autogobierno y expansión territorial. Los atenienses se aseguraron de que una delegación espartana estuviera también presente para escuchar la oferta, y la rechazaron. Tras esto, los persas marcharon otra vez al sur y Atenas fue evacuada de nuevo. Mardonio entonces repitió su oferta de paz a los atenienses refugiados en Salamina. Atenas, junto con Mégara y Platea, enviaron emisarios a Esparta para pedir su ayuda y amenazaron con aceptar la oferta persa si no lo hacían. Según Heródoto, los espartanos, que estaban celebrando entonces el festival de Jacinto, retrasaron la toma de una decisión hasta que fueron persuadidos por un invitado, Chileos de Tegea, quien señaló el peligro que corría toda Grecia si los atenienses se rendían. Cuando los emisarios atenienses mandaron un ultimátum a los espartanos, al día siguiente, se sorprendieron al escuchar que una fuerza espartana ya estaba en camino para enfrentarse a los persas.

## Preludio

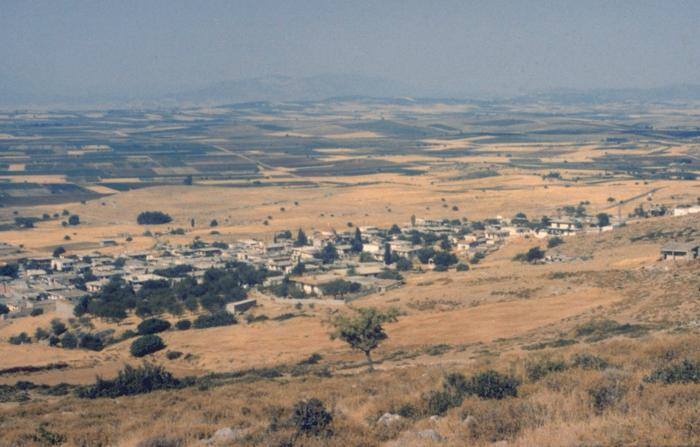
Plataies, villa actual cercana a la antigua Platea, vista desde las posiciones de los griegos previas al enfrentamiento.

Cuando Mardonio tuvo noticia de la fuerza espartana, completó la destrucción de Atenas arrasando todo lo que quedaba en pie. Tras ello, se retiró hacia Tebas con la esperanza de atraer al ejército griego a un terreno favorable para la caballería persa. El general medo creó también un campamento fortificado en la orilla norte del río Asopo en Beocia, donde esperó a los helenos.
Los atenienses enviaron 8000 hoplitas liderados por Arístides junto con 600 exiliados de Platea para unirse al ejército aliado. La fuerza conjunta marchó por Beocia y a través del monte Citerón para llegar cerca de la ciudad de Platea, en una posición elevada sobre el campamento medo a orillas del Asopo. Bajo la dirección de su comandante general, Pausanias, los griegos tomaron posiciones frente a las líneas persas, pero en un terreno más elevado. Consciente de tener pocas posibilidades de atacar con éxito a las líneas griegas, Mardonio intentó buscar disensiones entre los aliados o bien atraerlos hacia la planicie. Plutarco afirma que se descubrió una conspiración entre algunos prominentes atenienses, quienes estaban planeando traicionar la causa aliada. Aunque esta afirmación no es universalmente aceptada, puede indicar los intentos del general persa por intrigar con los griegos.

Movimientos iniciales de la batalla de Platea. Los griegos se mueven hacia el cauce del río Asopo.

Mardonio también envió a la caballería para atacar rápidamente a las líneas griegas, posiblemente con la finalidad de atraerlos hacia la planicie. Aunque esta estrategia tuvo cierto éxito en un principio, hubo de ser abandonada tras la muerte del comandante de las unidades montadas, Masistio, hecho que llevó a la retirada de la caballería.
La moral griega se vio espoleada por esta pequeña victoria y avanzaron más cerca del campamento persa sin abandonar su posición elevada. Los espartanos y los tegeanos estaban en una colina a la derecha de la línea, los atenienses sobre un montículo a la izquierda y el resto de contingentes en un terreno ligeramente inferior entre ambos. En respuesta, Mardonio llevó a sus hombres hasta el Asopo y los dispuso para la batalla. Sin embargo, ambos bandos se negaron a atacar. Heródoto afirma que ello se debió a que ambos contendientes tuvieron malos augurios durante los sacrificios rituales. Los ejércitos permanecieron en sus posiciones ocho días, tiempo en que llegaron nuevas tropas griegas. Mardonio entonces trató de romper el estancamiento enviando a su caballería a atacar en los pasos del monte Citerón, acción que llevó a la captura de un convoy de provisiones griego. Pasaron dos días más en los que las líneas de suministro griegas estuvieron en constante amenaza, y entonces Mardonio lanzó un ataque de caballería sobre las líneas helenas y consiguió bloquear la fuente Gargafia, único suministro de agua del ejército griego (los helenos no podían acercarse al río Asopo debido a la amenaza de los arqueros persas). La falta de alimentos y agua hizo insostenible la posición griega, por lo que decidieron retirarse a una posición frente a Platea desde donde podrían vigilar los pasos y acceder a agua fresca. Para prevenir que la caballería meda atacara la retaguardia, la retirada se llevó a cabo esa noche.
Sin embargo, la retirada se hizo mal. Los contingentes aliados en el centro perdieron su posición y terminaron repartidos frente a Platea. Los atenienses, espartanos y tegeanos, que se habían quedado protegiendo la retaguardia, ni siquiera habían empezado su retirada al amanecer. Quedó una única división espartana en retaguardia mientras los demás se retiraban hacia arriba. Pausanias dio instrucciones a los atenienses para retirarse y, si fuera posible, unirse a los espartanos, pero en un primer momento emprendieron el retorno directo a Platea y la línea griega se fragmentó. Aprovechando esto, el campamento persa comenzó a moverse.

## Las fuerzas enfrentadas

### Griegos
| Ciudad    |        | Ciudad             |      | Ciudad              | Número de hoplitas |
| --------- | ------ | ------------------ | ---- | ------------------- | ------------------ |
| Esparta   | 10 000 | Atenas             | 8000 | Corinto             | 5000               |
| Mégara    | 3000   | Sición             | 3000 | Tegea               | 1500               |
| Fliunte   | 1000   | Trecén             | 1000 | Anactorio y Léucade | 800                |
| Epidauro  | 800    | Orcómeno y Arcadia | 600  | Eretria y Estira    | 600                |
| Platea    | 600    | Egina              | 500  | Ambracia            | 500                |
| Calcídica | 400    | Micenas y Tirinto  | 400  | Hermíone            | 300                |
| Potidea   | 300    | Cefalonia          | 200  | Lepreon             | 200                |
|           |        |                    |      | Total               | 38 700             |

Según Heródoto, Esparta envió 45 000 hombres: 5000 hómoioi (ciudadanos de pleno derecho), 5000 hoplitas laconios (periecos) y 35 000 ilotas (siervos, a razón de siete por cada hómoioi). Esta fuerza fue quizá la más numerosa jamás reunida por Esparta. El ejército griego en Platea fue reforzado por contingentes de hoplitas de numerosas ciudades-estado, tal como se desglosa en la tabla de la derecha.
Siempre según Heródoto, los helenos sumaron un total de 69 500 tropas ligeras: 35 000 ilotas y 34 500 tropas del resto de Grecia, aproximadamente una por hoplita. Se ha sugerido que el número de 34 500 representa un soldado ligero de apoyo a cada hoplita no espartano (33 700), junto con 800 arqueros atenienses, cuya presencia en la batalla Heródoto señala más adelante. El historiador de la antigua Grecia también nos informa que hubo 1800 tespios (aunque no de la forma en que iban armados), lo que hace ascender el número total a unos 110 000 hombres.
El número de hoplitas es aceptado como razonable y posible, pues solo los atenienses desplegaron 10 000 hombres en la batalla de Maratón. Algunos historiadores han aceptado el número de tropas ligeras y las han usado como un censo de población de la Grecia de la época. Ciertamente estos números son teóricamente posibles. Atenas, por ejemplo, supuestamente envió una flota de 180 trirremes a la batalla de Salamina, tripulada por 36 000 remeros. Por ello, es fácil que a Platea se enviaran 69 500 tropas ligeras. Sin embargo, en otras ocasiones este número ha sido considerado exagerado, sobre todo atendiendo al ratio de siete ilotas por hómoioi espartano. Por ejemplo, el historiador J. F. Lazenby acepta que los hoplitas de otras ciudades de Grecia pudieron ir acompañados por un escudero de armadura ligera cada uno, pero rechaza los siete ilotas por cada ciudadano espartano. También especula con que cada hómoioi fuera asistido por un ilota y el resto se dedicaran a tareas logísticas, como transportar comida para el ejército. Tanto Lazenby como Holland consideran que las tropas ligeras, independientemente de su número, no fueron relevantes para el desenlace de la batalla.
Surge una complicación adicional en los números aliados si tenemos en cuenta los hombres que se necesitaban para tripular una flota de al menos 110 trirremes, unos 22 000, y que debían estar en la simultánea batalla naval de Mícala. Si aceptamos la coincidencia en el tiempo de ambos combates, se reduce la probabilidad de que hubiera 110 000 griegos para combatir en Platea.
Las fuerzas griegas estaban, según el congreso aliado, bajo mando de la realeza espartana en la persona de Pausanias, regente del hijo de Leónidas, su primo Plistarco. Diodoro Sículo afirma que el contingente ateniense fue dirigido por Arístides, y es probable que cada contingente tuviera su propio líder. Heródoto repite en varias ocasiones que los griegos celebraron un consejo durante el preludio de la batalla, lo que implica que las decisiones fueron consensuadas y que Pausanias no tenía autoridad para emitir órdenes directas a los otros contingentes. Este estilo de liderazgo coincide con la manera en que se desarrollaron los hechos durante la propia batalla, pues en los momentos previos al combate contra los persas Pausanias fue incapaz de ordenar a los atenienses que se unieran a sus efectivos y los griegos libraron la batalla completamente separados.

### Aqueménidas
Heródoto afirma que los persas sumaban 300 000 e iban acompañados por tropas de ciudades-estado griegas que apoyaban la causa de los medos, como Tebas. El historiador de la antigüedad admite que no se sabe el número de estos últimos, pero aventura la cifra de 50 000.
Ctesias, que escribió una historia de Persia basándose en archivos medos titulada Pérsica, afirmó que en Platea hubo 120 000 persas y 7000 soldados griegos, pero su relato es bastante confuso, pues sitúa esta batalla antes de Salamina y dice que en Platea hubo 300 espartanos, 1000 periecos y 6000 de otras ciudades, tal vez confundiéndola con la batalla de las Termópilas.
La cifra de 300 000 ha sido puesta en duda por muchos historiadores, de la misma manera que todos los números de Heródoto. Los consensos modernos estiman un número total de tropas para los invasores persas de alrededor de 250 000, por lo que los 300 000 medos de Heródoto en Platea son imposibles. Se ha hecho una aproximación al tamaño de la fuerza persa estimando el número de hombres que podían ser acomodados en su campamento, y el cálculo arroja una cifra de entre 70 000 y 120 000 soldados. Por ejemplo, Lazenby calcula unos 70 000 persas en comparación con los campamentos militares romanos, incluyendo también unos 10 000 efectivos de caballería. Por su parte, Connolly deduce alrededor de 120 000 hombres en base al tamaño del mismo campamento. De hecho, la mayoría de estimaciones sobre el tamaño de la fuerza persa se mueven en estas cifras, pues Delbrück concluye, en función de la distancia que marcharon los persas tras arrasar Atenas, que 75 000 era su número máximo.

## Consideraciones estratégicas y tácticas

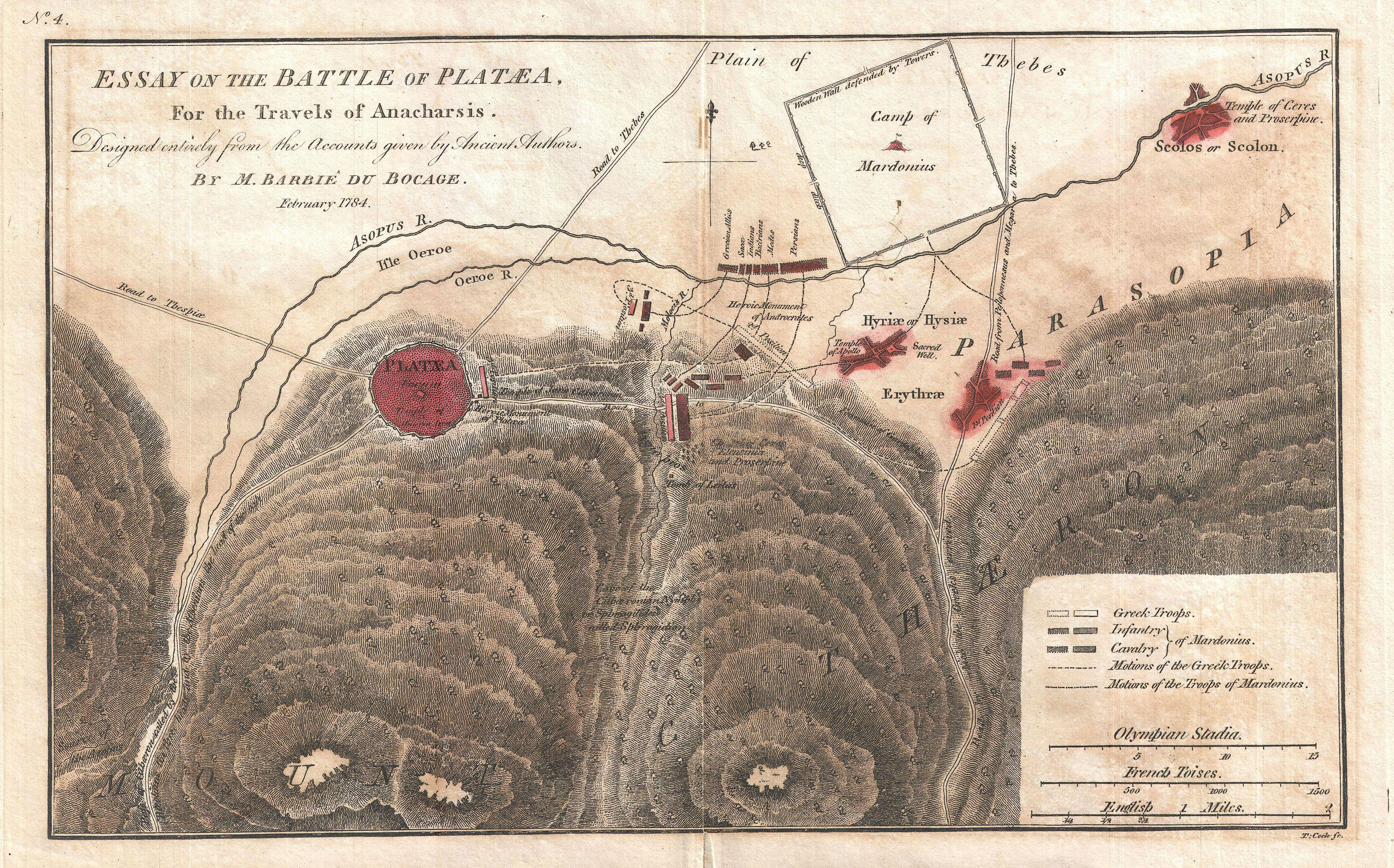
Mapa de la batalla de Platea elaborado en 1784 por el cartógrafo Jean-Denis Barbié du Bocage. En color oscuro se ve el monte Citerón y en la mitad superior el curso del río Asopo, el campamento persa y la disposición y movimientos de los ejércitos.

El preludio de Platea tuvo algunas semejanzas con el de la batalla de Maratón, pues en ambas ocasiones hubo un estancamiento prolongado en el que ninguno de los bandos atacó. Las razones para este tiempo muerto eran principalmente tácticas y se dieron por las similares situaciones planteadas: los hoplitas griegos no querían correr el riesgo de ser flanqueados por la caballería persa, mientras que la infantería ligera de los medos no albergaba muchas esperanzas en el ataque a las posiciones bien defendidas del enemigo.
De acuerdo con Heródoto, ambos bandos deseaban una batalla decisiva que inclinara la guerra a su favor. Sin embargo, Lazenby opina que las acciones de Mardonio durante la campaña de Platea no fueron precisamente agresivas, e interpreta que las operaciones persas durante el preludio no iban destinadas a forzar a combatir a los griegos, sino a que se retiraran (y de hecho fue lo que consiguieron). Mardonio pudo pensar que tenía poco que ganar en la batalla y que le valía con esperar a que se desmoronara la alianza helena, algo que casi consiguió durante el invierno precedente. Independientemente de los motivos exactos, la situación estratégica inicial permitió a ambos bandos posponer el combate, pues había suministros suficientes para todos. En esas condiciones, las consideraciones tácticas prevalecieron sobre la necesidad estratégica de actuar.
Cuando los ataques e incursiones de Mardonio rompieron la cadena de suministro griega, estos tuvieron que replantearse su estrategia. Sin embargo, en lugar de lanzar un ataque, miraron a su retaguardia para asegurar las líneas de comunicación y, a pesar de su movimiento defensivo, fue el caos de la retirada el que rompió el estancamiento. Mardonio interpretó que era una retirada total y, en lugar de pensar que la batalla había terminado, trató de perseguir a los helenos. Dado que no esperaba que los griegos lucharan, las consideraciones tácticas se dejaron de lado y trató de sacar ventaja de la alteración en la situación estratégica. Por el contrario, y sin planteárselo, los griegos atrajeron a los persas para atacarlos en un terreno más elevado, donde su desventaja numérica se vio compensada con una clara ventaja táctica.

## La batalla

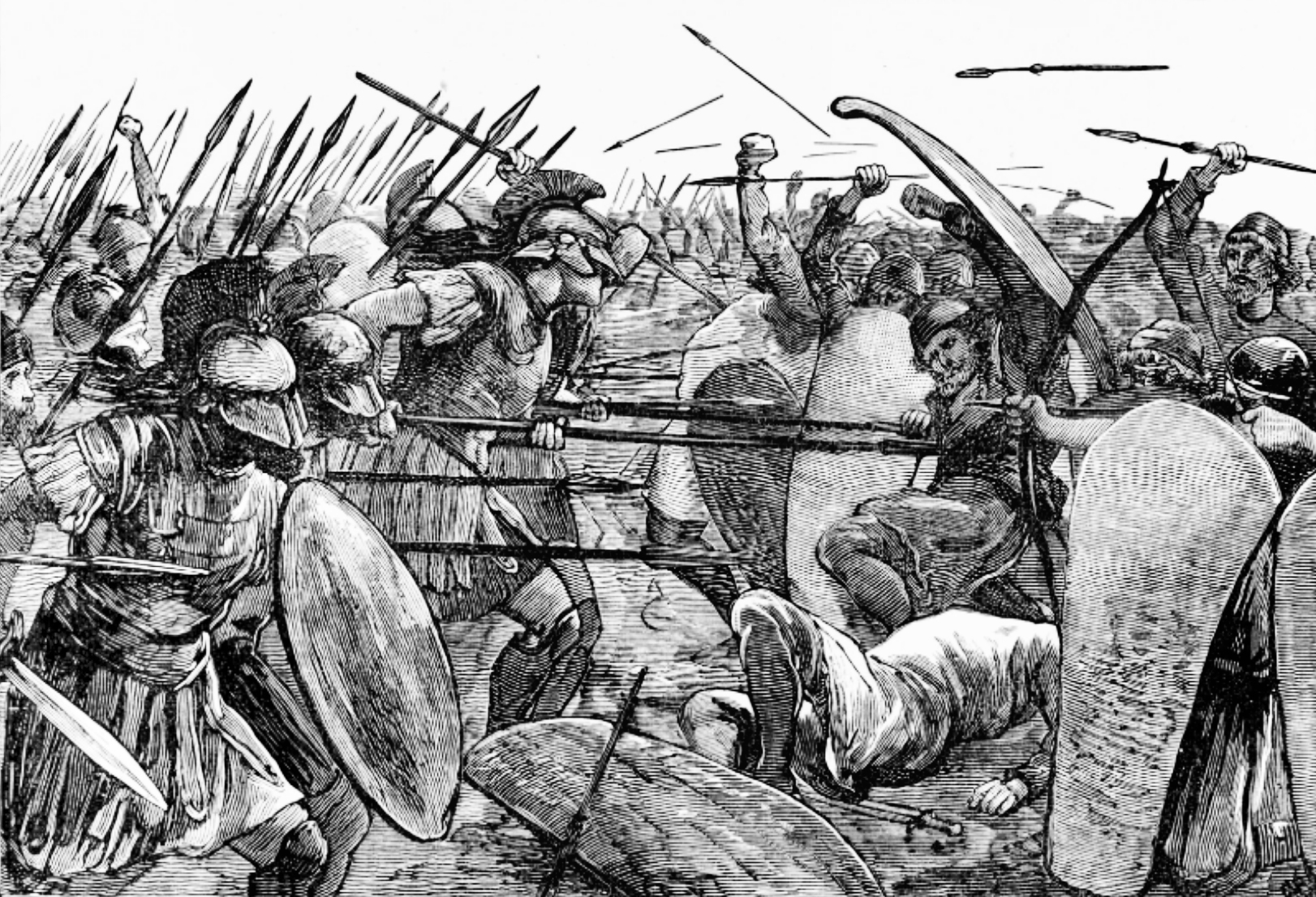
Los espartanos en Platea según un dibujo de 1882 publicado en Cassell's illustrated universal history, de Edmund Ollier.

Cuando los persas se percataron que los griegos habían abandonado sus posiciones y parecían estar en retirada, Mardonio decidió salir en su persecución con la élite de la infantería persa. Mientras lo hacía, espontáneamente el resto del ejército medo también comenzó a avanzar. Los espartanos y tegeanos ya habían llegado al templo de Deméter, y la retaguardia bajo el mando de Amonfrareto comenzó a retirarse del alto, bajo la presión de la caballería persa, para unirse a ellos. Pausanias envió un mensajero a los atenienses pidiéndoles unirse a los espartanos, pero estos ya habían entablado combate con la falange tebana y no pudieron asistir a Pausanias. Los espartanos y los tegeanos fueron asaltados en primer lugar por la caballería meda, mientras que la infantería persa siguió avanzando, plantó sus grandes escudos y comenzó a lanzar flechas contra los soldados griegos al tiempo que su caballería se retiraba.
Heródoto afirma que Pausanias se negó a avanzar porque no se dieron buenos augurios en los sacrificios rituales de cabras que se habían realizado. En este punto, con los hombres bajo una lluvia de flechas, los tegeanos echaron a correr hacia las formaciones persas. Ofreciendo un último sacrificio y oraciones a los cielos, Pausanias recibió finalmente buenos augurios y dio orden a los espartanos de cargar contra las líneas persas.

Batalla de Platea. Los griegos (líneas violetas) se retiran en desorden y los persas (líneas rojas) cruzan el río Asopo para atacarlos.

La numéricamente superior infantería persa estaba compuesta por la infantería pesada (para los estándares medos) sparabara, que, sin embargo, seguía siendo más ligera que la falange griega. El arma defensiva persa era un gran escudo de mimbre, a lo que unían el uso de lanzas cortas, mientras que sus contrapartes helenas, los hoplitas, portaban un escudo de bronce y una lanza mucho más larga. Tal como pasó en Maratón, había una gran diferencia entre ambas infanterías. El combate fue duradero y feroz, pues los griegos presionaron continuamente las líneas persas mientras estos intentaban partir las lanzas de los helenos y les obligaban a recurrir a sus espadas cortas. Mardonio estuvo presente en el combate, montado en su caballo blanco y rodeado por una guardia de 1000 hombres. Mientras su general estuvo allí, los persas aguantaron sus líneas. Pero los espartanos se abrieron paso hasta el comandante persa y una piedra lanzada por uno de ellos, Arimnesto, le impactó en la cabeza y lo mató. Con Mardonio muerto, los medos comenzaron a huir, aunque su guardia personal continuó combatiendo hasta que fue aniquilada. Pronto la huida se hizo general y los persas comenzaron a volver en desorden a su campamento. El general persa Artabazo, que había comandado los asedios de Olinto y Potidea, no había estado de acuerdo con la decisión de Mardonio de atacar a los griegos y no había entrado en combate con las fuerzas bajo su mando. Con la retirada en marcha, Artabazo lideró a sus hombres (40 000 según Heródoto) fuera del campo de batalla, hacia el camino de Tesalia, con la intención de escapar a través del Helesponto.
En el otro extremo del campo de batalla los atenienses habían vencido a los tebanos en una dura lucha. El resto de griegos que luchaban para los persas combatieron deliberadamente mal, de acuerdo con Heródoto. Los tebanos se retiraron de la batalla en una dirección distinta a los persas, con lo que escaparon con menores pérdidas. Los aliados griegos, reforzados por los contingentes que no habían intervenido en la batalla, irrumpieron en el campamento persa. La empalizada del asentamiento fue bien defendida por los medos en un principio, pero los griegos acabaron por abrirse paso y masacraron a los persas allí refugiados. Solo se respetó la vida de 3000 medos.
Heródoto cuenta que sobrevivieron a la batalla 43 000 persas. El número de sus bajas depende de cuántos intervinieron en el combate, aunque el historiador griego afirma que fueron 257 000. Esta cifra contrasta con los 159 helenos que asegura Heródoto que murieron en Platea, todos espartanos, tegeanos y atenienses pues fueron los únicos que combatieron. Plutarco, que tuvo acceso a otras fuentes, ofrece la cifra de 1360 bajas en el bando griego, mientras que tanto Éforo de Cime como Diodoro Sículo llevan el número de muertos helenos hasta más de 10 000.

## Consecuencias

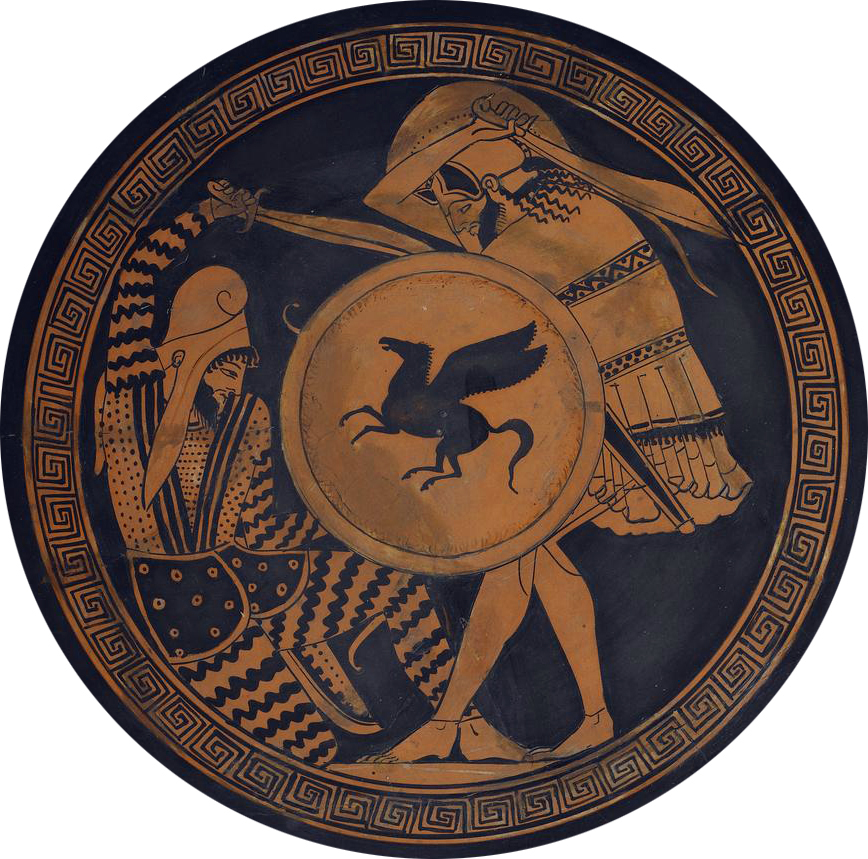
Un hoplita griego y un soldado persa combatiendo en una escena de un kílix del

Heródoto asegura que la batalla naval de Mícala se libró la misma tarde que la de Platea. Una flota griega bajo mando del rey espartano Leotíquidas II había navegado hasta la isla de Samos para desafiar a lo que quedaba de las fuerzas navales persas. Los asiáticos, con barcos en muy mal estado, decidieron no correr el riesgo de combatir y encallaron sus naves en una playa a los pies del monte Mícala en Jonia. Jerjes había dejado allí un ejército de 60 000 hombres, y a ellos se unieron los tripulantes de la flota persa, tras lo que construyeron una empalizada alrededor del campamento para proteger los barcos. A pesar de ello, Leotíquidas decidió atacarlos con los hombres de su flota, una pequeña fuerza. Viendo los escasos efectivos helenos, los persas decidieron salir y combatir, pero una vez más la infantería hoplita demostró su valía y venció a los medos. Los barcos fueron incendiados por los griegos, que acabaron así con la fuerza naval de Jerjes I y dieron inicio a la hegemonía naval helena.
Con las victorias de Platea y Mícala se puso fin a la segunda invasión persa de Grecia, la segunda guerra médica. Además, los griegos también acabaron con la posibilidad de otra futura invasión, pues, aunque su preocupación por las intenciones del imperio aqueménida no desapareció, con el tiempo se hizo evidente que el deseo persa por invadir Grecia había disminuido.
Los restos del ejército persa, ahora bajo mando de Artabazo, trataron de retirarse a Asia Menor viajando a través de Tesalia, Macedonia y Tracia por el camino más corto, el que les llevó a Bizancio. Algunos ataques en Tracia, el cansancio y el hambre acabaron con más hombres. Tras la victoria en Mícala la flota aliada navegó al Helesponto para destrozar los pontones persas, pero se encontraron con que eso ya se había hecho. Los peloponesios volvieron a casa, pero los atenienses se lanzaron a atacar el Quersoneso tracio, todavía en manos de los persas. Estos y sus aliados se atrincheraron en Sestos, la ciudad mejor fortificada de la región, y allí fueron sitiados por los atenienses. Tras un largo asedio la ciudad cayó, marcando así una nueva fase en los conflictos greco-persas, la del contraataque heleno. Las historias de Heródoto finalizan tras el asedio de Sestos, pero en las siguientes tres décadas los griegos, principalmente de la Liga de Delos dominada por Atenas, expulsaron a los medos de Macedonia, Tracia, las islas del mar Egeo y Jonia. La paz con Persia llegó finalmente en el 449 a. C. con la Paz de Calias, que ponía fin a medio siglo de guerra.

## Significación
Platea y Mícala son acontecimientos muy importantes de la historia antigua por ser las batallas que pusieron final a la segunda guerra médica y dieron inicio a la hegemonía helena en el conjunto de las guerras médicas. Aunque impidieron que el imperio aqueménida conquistara Europa, los griegos pagaron un alto precio en vidas. La batalla de Maratón demostró que los persas podían ser vencidos y la batalla naval de Salamina salvó a Grecia de la conquista inmediata, pero fueron Platea y Mícala las victorias que alejaron definitivamente la amenaza oriental. Sin embargo, ninguna de estas dos batallas es tan recordada como Maratón, Salamina o las Termópilas, algo que es difícil de aclarar, aunque sin duda se debe a las circunstancias en que se desarrollaron. La fama de las Termópilas se debe a la valentía griega ante un enemigo muy superior en número, y las de Maratón y Salamina a que ambas fueron libradas y vencidas por los griegos a pesar de su delicada situación estratégica. Por el contrario, Platea y Mícala se lucharon cuando los griegos habían conseguido cierta seguridad estratégica y tenían más posibilidades de victoria. De hecho, en ambas ocasiones fueron los helenos los que buscaron la confrontación.
Militarmente la mayor lección de las batallas de Platea y Mícala es volver a insistir en la clara superioridad de los hoplitas y las falanges griegas sobre la más ligeramente armada infantería persa, algo que fue demostrado por primera vez en Maratón. Teniendo en cuenta esta primera lección, en el resto de las guerras médicas el Imperio persa comenzó a reclutar y confiar en mercenarios helenos. Una acción de esos mercenarios, la Expedición de los Diez Mil que narra Jenofonte en su Anábasis, demostró además a los griegos que los persas eran militarmente vulnerables incluso en su propio territorio y allanó el camino para la invasión de todo el Imperio persa por parte de Alejandro Magno algunas décadas después.

## Legado
En Delfos se colocó la Columna de las Serpientes, un monumento con forma de ofidios entrelazados que se fundió con el bronce de las armas persas capturadas en el campamento de Platea. El monumento conmemora a todas las ciudades-estado griegas que participaron en la batalla, que aparecen listadas en la columna, y de paso confirma algunos de los datos de Heródoto. La mayor parte de esta columna se conserva en el hipódromo de Constantinopla, en la actual Estambul, a donde fue transportada por orden del emperador romano Constantino I durante la fundación de su ciudad en la colonia griega de Bizancio.

## Fuentes

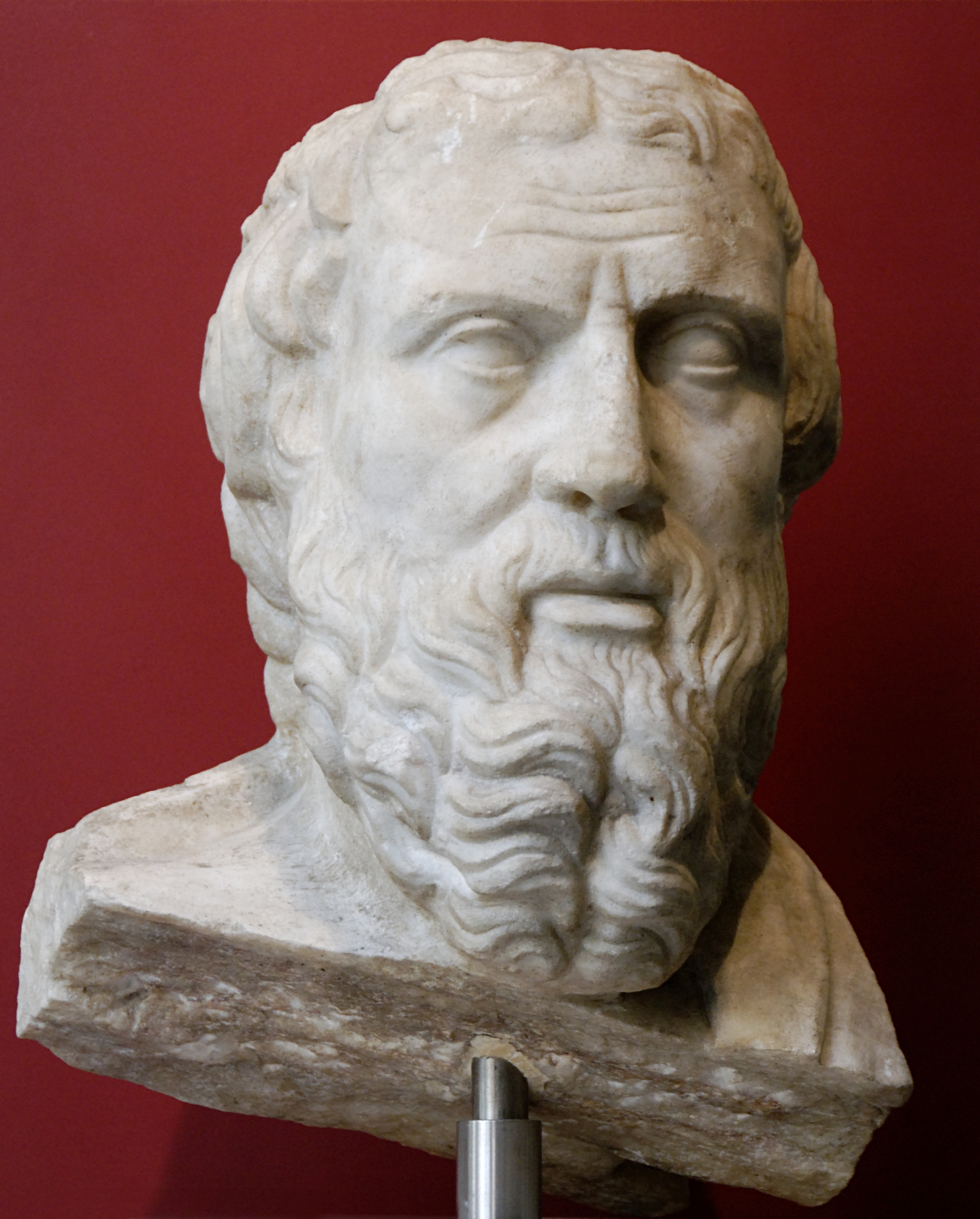
Busto de Heródoto.